# Hătuica
Hătuica (węg. Hatolyka) – wieś w Rumunii, w okręgu Covasna, w gminie Catalina. W 2011 roku liczyła 457 mieszkańców.